# Бірлік (Балхаський район)
Бірлі́к (каз. Бірлік) — село у складі Балхаського району Алматинської області Казахстану. Адміністративний центр та єдиний населений пункт Бірліцького сільського округу.
Населення — 1893 особи (2021; 2206 у 2009, 1920 у 1999, 2172 у 1989).